# JSM Challenger 2002
Il JSM Challenger 2002 è stato un torneo di tennis facente parte della categoria ATP Challenger Series nell'ambito dell'ATP Challenger Series 2002. Il torneo si è giocato a Champaign negli Stati Uniti dal 18 al 23 novembre 2002 su campi in cemento indoor.

## Vincitori

### Singolare
Robby Ginepri ha battuto in finale  Eric Taino con il punteggio di 6–1, 3–6, 6–3.

### Doppio
Gabriel Trifu /  Glenn Weiner hanno battuto in finale  Eric Taino /  Martin Verkerk con il punteggio di 6–3, 6–2.